# Головой о стену (фильм, 1959)
«Головой об стену» (фр. La Tête contre les murs) — дебютный художественный чёрно-белый фильм режиссёра Жоржа Франжю. Это первый полнометражный фильм режиссёра. Дата мировой премьеры — 20 марта 1959.

## Сюжет
Франсуа Жеран испытывает трудности с деньгами, не находит ничего лучшего-чем украсть деньги из стола своего отца, папаша (не долго думая), застав сына в своём доме, наставляет пистолет на сына, затем упекает Франсуа в психушку. Вскоре Франсуа познакомился с эпилектиком Эртувеном, и они вдвоём решили совершить побег из клиники. Однако их попытка сорвалась, и Эртувен, не желая больше возвращаться в клинику, заканчивает жизнь самоубийством. Через некоторое время, Франсуа решается на ещё одну попытку выбраться из клиники, и на этот раз удачно. После побега он скрывается у своей знакомой Стефани.

## В ролях
- Пьер Брассёр — Доктор Вармонт
- Жан-Поль Моки — Франсуа Жеран
- Анук Эме — Стефани
- Жан Галланд — мэтр Жеран
- Жан Озен — Элзар де Шамбрель
- Томи Боурделло — Полковник Доннадье
- Шарль Азнавур — Эртувен
- Эдит Скоб — пациентка психиатрической больницы

## Саундтрек
Намного позже выхода фильма, в феврале 2005 года, во Франции вышел диск под лейблом Play Time с саундтреком к фильму и другими композициями исполненными Морисом Жарром. Кроме композиций из этого фильма, на диске присутствуют также композиции и из других фильмов, для которых Жарр писал музыку.